# يانصيب مدني
اليانصيب المدني (بالإنجليزية: civic lottery) هو تعبير يشيع استخدامه للإشارة إلى الاختيار بالحظ أو التخصيص بالحظ، وهي طريقة تعتمد على اليانصيب لاختيار المواطنين للعمل في الخدمة العامة أو لشغل منصب. وهو يقوم على فرضية أن المواطنين في الدول الديمقراطية عليهم واجب ولديهم الرغبة في خدمة مجتمعهم من خلال المشاركة في إدارة شؤونه العامة.
واليوم، يوجد الاستخدام الأكثر شيوعًا لعملية اليانصيب المدني في العديد من النظم القضائية الأنجلوسكسونية، حيث يتم استدعاء هيئة محلفين من المواطنين للاستماع إلى القضايا المعروضة على المحاكم وإصدار الأحكام بها. وتعرف هذه الممارسة باسم مهمة المحلفين.
كما ينتشر استخدام تعبير اليانصيب المدني على نحو متزايد في كندا، حيث تواجدت مجالس المواطنين المحلية المختصة بالإصلاحات الانتخابية في كولومبيا البريطانية عام 2004 وفي أونتاريو عام 2006. وقد تم تحديد عضوية كل مجلس باستخدام اليانصيب المدني الذي دعا المواطنين للتطوع كمرشحين.
ففي كولومبيا البريطانية، أرسلت الحكومة 23034 خطابًا إلى مواطنين تم تحديهم بشكل عشوائي من جميع أنحاء المقاطعة. وقد رد على هذه الرسائل 1715 مواطنًا تطوعوا للاشتراك في عضوية المجلس. وفي أونتاريو، تم تحديد 123489 مواطنًا عن طريق السحب الإلكتروني العشوائي من السجل الدائم للناخبين. حيث تلقى كل مواطن رسالة تدعوه للتقدم، فتطوع 7033 كمرشحين. وفي نهاية المطاف، وأثناء عملية الاختيار النهائي، تم سحب أسماء 158 مواطنًا من بين المرشحين للمشاركة كأعضاء في المجلس. وبلغ عدد الأعضاء الذين تم اختيارهم في أونتاريو 103 أعضاء.
هذا وكانت شركة MASS LBP (ماس إل بي بي)، وهي شركة كندية مستوحاة من أعمال مجلس المواطنين المختص بالإصلاح الانتخابي (أونتاريو)، قد وضعت نظامًا متطورًا لتشغيل اليانصيب المدني لاختيار المواطنين عشوائيًا للمشاركة في اللجان الاستشارية الحكومية. ويتمتع اليانصيب، الذي يطلب من المواطنين التخلي عن عدد من عطلات نهاية الأسبوع على التوالي للمشاركة في حلقة نقاشية، بمعدل استجابة إيجابي قوي، يتجاوز عادة خمسة في المائة. وهو ما يشير إلى أن المواطنين أكثر اهتمامًا بالشؤون العامة على النقيض من مؤشرات تراجع معدلات الإقبال بين الناخبين.
ويتم اختيار أعضاء اللجنة عشوائيًا من بين مجموعة من المرشحين - المشاركين لتأسيس مجلس يطابق تقريبًا الطابع الديمغرافي للسكان على نطاق أوسع.

## وصلات خارجية
- MASS LBP official site
- Sorted: Civic Lotteries and the Future of Public Participation
- The Ontario Citizens Assembly
- The Ontario Citizens' Assembly on Electoral Reform a record of Ontario’s first citizens’ assembly process
- The BC Citizens Assembly